# Scolopendra viridicornis
Scolopendra viridicornis została opisana w 1844 roku, przez Newport'a. Jest to masywny i skrajnie rzadki gatunek pochodzący z Ameryki Południowej. Głowa oraz wszystkie tergity są czarne, podpalane na końcach na żółto, bocznie przechodząc w czerwień. Nogi żółte z ciemnozielonym paskowaniem, u ostatnich par żółć przechodzi w czerwień, prefemora terminalnych nóg koloru wiśniowego, dalsze odcinki czarno-żółte. Liczba łysych członów anten zazwyczaj wynosi cztery, ale zdarzają się osobniki nawet z siedmioma łysymi członami. Najbardziej charakterystyczną cechą, która pozwoli nam odróżnić Scolopendra viridicornis od innych podobnych gatunków jest podłużna, pośrodkowa bruzda na ostatnim tergicie, z niem. 'median kiel', w literaturze, jako cecha charakterystyczna pojawia się również znak litery 'W' na segmencie zagłowowym, jednak nie do końca wiadomo jak on miałby wyglądać. Długość maksymalna to 16cm.

## Podgatunki
Wyróżniamy dwa podgatunki, różniące się zasięgiem geograficznym:
- Scolopendra viridicornis nigra (Bücherl, 1941) - spotykana w Paragwaju; Terrenos, Ests. Mato Grosso, Brazylia; Minas Geris, São Paulo
- Scolopendra viridicornis viridicornis (Newport, 1844) - występuje na terenach Brazylii, Francuskiej Gujany, Gujany oraz Wenezueli.

## Synonimy
- Scolopendra cristata (Porat, 1876)
- Scolopendra herculeana (C.L. Koch, 1847)
- Scolopendra punctidens (Newport, 1844)
- Scolopendra variegata (Newport, 1844)

## Jad
Scolopendra viridicornis jako jeden z niewielu gatunków skolopendr miał przebadany jad pod względem toksyczności; LD50 (mg/kg) dla myszy wynoszą odpowiednio:
domięśniowo - 12,5
dożylnie - 1,5
Autor: Bettini